# 하디타 학살 사건
하디타 학살 사건(The Haditha massacre)은 2005년 11월 19일 이라크 전쟁 중 미 해병대가 24명의 비무장한 이라크 민간인을 학살한 사건이다. 사건에 가담한 미 해병대 병력은 급조폭발물에 공격받아 사망한 해병 호송대 미구엘 테라자스(Miguel Terrazas) 일병에 대한 보복으로, 이라크 하디타에서 민간인을 대상으로 남녀노소 가리지 않고 근거리에서 수차례 총격을 가해 학살을 자행하였다. 본 사건은 아부그라이브 교도소 가혹행위 사건과 함께 이라크 전쟁 중 이뤄진 미군의 주요 전쟁범죄 중 하나이다.

## 같이 보기
- 아부그라이브 교도소 가혹행위 사건